# Super Mario Kart
Vous lisez un « bon article » labellisé en 2010.
Super Mario Kart (スーパーマリオカート, Sūpā Mario Kāto) est un jeu vidéo développé par Nintendo EAD et édité par Nintendo, sorti en 1992 sur Super Nintendo. Il s’agit d’un jeu de course de karts opposant les personnages de l’univers de Super Mario. Il constitue le premier opus de la série de jeux vidéo Mario Kart. Le jeu est sorti au Japon en août 1992, en Amérique du Nord en septembre de cette année, et en Europe en janvier 1993.
Dans Super Mario Kart, le joueur contrôle l’un des huit personnages issus de l’univers Super Mario, ayant chacun des capacités différentes. Dans le mode « solo », le joueur affronte les autres personnages contrôlés par l’ordinateur sur vingt circuits répartis en quatre coupes de cinq courses et trois niveaux de difficulté. Pendant la course, des armes et bonus peuvent être utilisés pour doubler et gêner ses adversaires. Les joueurs peuvent également faire la course contre-la-montre dans le mode de jeu Time Trial. En mode multijoueur, deux joueurs peuvent prendre part à la coupe, ou encore faire une course en tête-à-tête dans le mode Match Race. Ils peuvent également faire un duel dont le but est de détruire les ballons qui entourent le kart de l’autre joueur.
Super Mario Kart a reçu des critiques positives et a été apprécié pour sa présentation, le caractère novateur du gameplay et la bonne utilisation du Mode 7. Il a été classé parmi les meilleurs jeux de tous les temps par plusieurs organismes, dont Edge, IGN, The Age, GameSpot et le Livre Guinness des records. Il est le premier jeu vidéo de courses de karts, conduisant d’autres développeurs à essayer de reproduire son succès. Le jeu est également considéré comme ayant été un élément essentiel de l’expansion de la série Super Mario à d’autres domaines que les jeux de plate-forme, une diversité qui a conduit la série à devenir celle ayant fait le plus de ventes de tous les temps. Vendu à plus de huit millions d’exemplaires dans le monde, il est devenu la troisième meilleure vente de jeux pour Super Nintendo. Il est notamment ressorti sur la Console virtuelle de la Wii le 9 juin 2009 au Japon, le 23 novembre 2009 en Amérique du Nord et le 2 avril 2010 en Europe,,, puis sur plusieurs des consoles suivantes de Nintendo. Plusieurs suites de Super Mario Kart sont sorties sur consoles, borne d'arcades, et sur téléphones portables.

## Univers

### Personnages
Super Mario Kart propose huit personnages jouables de la série Super Mario, qui sont Mario, Luigi, Peach (sous le nom de « Princesse Toadstool »), Yoshi, Bowser, Donkey Kong Jr., Koopa et Toad.
Chaque personnage a des capacités de conduite propres en ce qui concerne la vitesse, l'accélération et la conduite sur route,. Chaque pilote contrôlé par l'ordinateur a un pouvoir spécial spécifique qu'il peut utiliser à tout moment contre le joueur. Yoshi peut lancer des œufs, Donkey Kong Jr. lance des peaux de bananes, Peach et Toad des champignons qui font rétrécir, Mario et Luigi deviennent invincibles en brillant comme avec l'étoile, Koopa lance des carapaces vertes et Bowser des boules de feu.
Les quatre catégories de personnages sont les poids légers (Toad et Koopa), les poids mi-moyens (Yoshi et Peach), les poids moyens (Mario et Luigi) et les poids lourds (Donkey Kong Jr. et Bowser).
Super Mario Kart est le premier jeu de la série Super Mario à ne pas être un jeu de plate-forme. La majorité des personnages présents dans Super Mario Kart sont présents dans les épisodes postérieurs de la série, à l'exception de Koopa, qui n'apparaît que par intermittence après avoir été remplacé par Wario dans Mario Kart 64 et Mario Kart: Super Circuit, et Donkey Kong Jr. qui a été remplacé par Donkey Kong. L'apparence des personnages est rendue par des sprites représentés sous seize angles différents.
Lors de la sélection de son personnage, il est possible de le mettre en mode minuscule pour augmenter la difficulté des courses.

### Circuits et arènes
Les circuits de Super Mario Kart sont basés sur des lieux de la série Super Mario. Chacune des quatre coupes compte cinq circuits différents, soit un total de vingt circuits. Il y a en plus quatre arènes uniques pour le mode Bataille,. Les limites de la piste sont balisées par des barrières infranchissables et disposent d'une variété de virages allant de la simple courbe au fort lacet. De nombreux obstacles issus de la série Super Mario sont présents, tels que des Thwomps dans les circuits Château de Bowser, le saut des Cheep Cheeps issus de Super Mario World dans les circuits Plage Koopa et les tuyaux dans les circuits Circuit Mario. Il y a aussi d'autres obstacles comme la boue dans les circuits Île Choco. Chaque circuit est jonché de pièces et de tuiles pour récupérer des objets, ainsi que des carreaux de turbo qui procurent une brève accélération des karts et des carreaux de saut qui propulsent les karts en l'air.
| Circuits            | Circuits            | Circuits            | Circuits          |
| Coupe Champignon    | Coupe Fleur         | Coupe Étoile        | Coupe Spéciale    |
| ------------------- | ------------------- | ------------------- | ----------------- |
| Circuit Mario 1     | Île Choco 1         | Plage Koopa 1       | Plaine Donut 3    |
| Plaine Donut 1      | Vallée Fantôme 2    | Île Choco 2         | Plage Koopa 2     |
| Vallée Fantôme 1    | Plaine Donut 2      | Lac Vanille 1       | Vallée Fantôme 3  |
| Château de Bowser 1 | Château de Bowser 2 | Château de Bowser 3 | Lac Vanille 2     |
| Circuit Mario 2     | Circuit Mario 3     | Circuit Mario 4     | Route Arc-en-ciel |
| Arènes              |                     |                     |                   |
| Arène Bataille 1    | Arène Bataille 2    | Arène Bataille 3    | Arène Bataille 4  |

Enfin, certains circuits et certaines arènes ont été revisités dans des épisodes postérieurs de la série en tant que circuits et arènes « rétros » :
- Dans Mario Kart: Super Circuit : l'intégralité des circuits dans le mode GP Extra Tracks.
- Dans Mario Kart DS : les circuits Circuit Mario 1, Plaine Donut 1, Île Choco 2 et Plage Koopa 2.
- Dans Mario Kart Wii : l'arène Arène Bataille 4 et les circuits Vallée Fantôme 2 et Circuit Mario 3.
- Dans Mario Kart 7 : les circuits Circuit Mario 2 et Route Arc-en-ciel.
- Dans Mario Kart 8 : les circuits Plaine Donut 3, ainsi que Route Arc-en-ciel en contenu additionnel.
- Dans Mario Kart 8 Deluxe : l'arène Arène Bataille 1 et les circuits Plaine Donut 3 et Route Arc-en-ciel, ainsi que Circuit Mario 3 et Château de Bowser 3 en contenu additionnel.
- Dans Mario Kart Tour : les circuits Circuit Mario 1, Plaine Donut 1, Vallée Fantôme 1, Circuit Mario 2, Île Choco 1, Vallée Fantôme 2, Plaine Donut 2, Circuit Mario 3, Île Choco 2, Lac Vanille 1, Château de Bowser 3, Plaine Donut 3, Plage Koopa 2, Lac Vanille 2 et Route Arc-en-ciel.
- Dans Mario Kart World : les circuits Circuit Mario 1, Circuit Mario 2 et Circuit Mario 3 regroupés en un seul circuit, ainsi que Plage Koopa 2.

### Objets
Tout au long de la course, de nombreux objets faisant office d'armes et de bonus peuvent être ramassés sur la piste, en passant sur une des boîtes jaunes encastrées dans le sol marquées par un point d'interrogation. Ce point d’interrogation symbolise le hasard car le joueur ne peut pas savoir ce que contient la boîte.
- La Carapace verte : elle est lancée sur le circuit et rebondira sur les bords de la piste jusqu'à ce qu'elle touche quelqu'un, un autre objet ou tombe à l'eau. Elle peut également être déposée[18].
- La Carapace rouge : elle suit automatiquement la direction de l'adversaire le plus proche, comme un missile à tête chercheuse, mais disparaît au premier obstacle rencontré[18]. La vitesse et l'angle de virage de la carapace dépendent de la vitesse du joueur qui la lance. Plus le joueur ira vite et plus la carapace sera rapide mais avec un angle de virage réduit et inversement.
- La Banane : elle est déposée sur la piste pour gêner les adversaires, mais peut aussi se retourner contre le joueur s'il roule dessus. Elle peut également être lancée en avant. La banane peut également être utilisée pour bloquer une carapace verte ou rouge.
- La Super étoile : elle améliore temporairement la vitesse et la maniabilité du véhicule et rend le joueur invincible face aux armes des concurrents. Le fait de toucher un concurrent pendant l'action de l'étoile le fera tournoyer et il devra redémarrer. Ses effets sont temporaires[18].
- Le Champi turbo : champignon qui procure une brève accélération[18].
- La Plume acrobate : permet de sauter afin d'éviter un obstacle ou pour prendre un raccourci[18].
- L'Éclair : rétrécit tous les adversaires, ce qui les ralentit considérablement et permet en outre de leur rouler dessus afin de les stopper net. La durée des effets de l'éclair est presque identique à celle de l'étoile.
- Le Boo (disponible seulement lors d'une partie à deux) : lorsqu'il est utilisé, il permet de voler l'arme qu'a ramassée l'adversaire. Le joueur qui l'a utilisé devient intangible pendant un certain laps de temps[18].
- La Pièce : crédite le compteur de deux pièces de plus[18].

## Système de jeu

### Généralités
Super Mario Kart est un jeu de courses de karts réunissant plusieurs personnages issus de l'univers Super Mario et plusieurs modes de jeu. Pendant le jeu, les joueurs contrôlent un pilote de kart tiré de l'univers Super Mario et conduisent sur des circuits à thèmes. Le joueur voit son kart de derrière, comme c'est le cas dans la plupart des jeux de courses. En mode solo, la course est affichée sur la moitié supérieure de l'écran ; sur la moitié inférieure de l'écran est affiché, soit une carte du circuit, soit le rétroviseur,,.
Le but du jeu est de terminer le circuit avant les autres pilotes, contrôlés soit par l'ordinateur, soit par d'autres joueurs, ou d'achever la course le plus rapidement possible en mode contre-la-montre,. Il existe également un mode de jeu dont le but est d'attaquer l'autre joueur,. Au cours de la course, les joueurs peuvent obtenir des armes et bonus en roulant sur des boîtes jaunes marquées d'un point d'interrogation. Les objets peuvent être utilisés contre un adversaire ou pour prendre un avantage lors de la course. Comme objets, il y a par exemple la peau de banane ou la carapace de tortue qui font tourner les joueurs sur eux-mêmes quand ils sont touchés par les objets, ou l'étoile qui rend les joueurs invulnérables aux attaques
. Quand les pilotes sont contrôlés par l'ordinateur, ils ont chacun un pouvoir spécial qu’ils sont en mesure d'utiliser tout au long de la course. Dans les différents modes de jeu, les joueurs peuvent ramasser des pièces au cours de l'épreuve,. Plus le joueur a de pièces, plus sa vitesse augmente ; quand un autre pilote le percute, le joueur perd une pièce ; s'il n'a plus de pièces, un choc avec un autre pilote le fait tourner sur lui-même. Les joueurs perdent également des pièces quand ils sont touchés par un objet ou quand Lakitu les remet sur le circuit après une chute dans un trou ou dans de l'eau profonde.
Dans les virages, les joueurs peuvent déraper pour maintenir leur vitesse, mais en cas de dérapage trop long le joueur tourne sur lui-même. Les karts sont aussi capables de sauter pour prendre les virages plus facilement.

### Modes de jeu
Super Mario Kart a deux modes de jeu à joueur unique : Mario Kart GP et Time Trial. Dans Mario Kart GP, un joueur fait la course contre sept autres pilotes contrôlés par l'ordinateur sur une série de cinq courses qu'il faut disputer dans l'ordre. Au départ, il y a trois coupes disponibles : la Mushroom Cup (coupe du champignon), la Flower Cup (coupe de la fleur), et la Star Cup (coupe de l'étoile) et deux niveaux de difficultés, 50 cm³ et 100 cm3. En remportant les trois coupes au niveau 100 cm3, une quatrième coupe qui a pour nom Spécial Cup (coupe spéciale) est débloquée. En remportant la quatrième coupe, il se débloque un nouveau niveau de difficulté, 150 cm3,. Chaque coupe est composée de cinq courses, comptant chacune cinq tours. Pour passer à la coupe suivante, il faut terminer dans les quatre premiers sur les huit pilotes. Sinon, le joueur a la possibilité de recommencer en perdant une vie ou abandonner. En terminant dans les quatre premiers de la course, le joueur accumule des points. Le premier reçoit neuf points, le deuxième six points, le troisième trois, le quatrième un et les autres zéro. Le pilote ayant le plus de points après les cinq courses remporte la coupe.
En mode Time Trial, le joueur fait une course contre-la-montre sur les mêmes circuits que ceux présents dans Mario Kart GP et doit tenter de faire un temps aussi faible que possible. Dans ce mode de jeu, les armes et bonus sont désactivés. Lorsque le joueur réussit à terminer la course sans faire de pause et sans heurter le moindre obstacle, il obtient la possibilité de rejouer la course contre son fantôme.
Super Mario Kart possède aussi trois modes multijoueur : Mario Kart GP, Match Race et Battle Mode. Dans le mode multijoueur, le premier joueur utilise la moitié supérieure de l'écran et le second la moitié inférieure, utilisée par la carte du circuit dans le mode solo. Mario Kart GP repose sur le même principe que le mode joueur unique, à la seule différence qu'il y a alors deux pilotes contrôlés par les joueurs et six pilotes contrôlés par l'ordinateur.
Match Race est un mode de jeu dans lequel deux joueurs font la course en tête-à-tête sur le circuit de leur choix.
Battle Mode est un mode de jeu dans lequel deux joueurs s'affrontent en tête-à-tête sur l’une des quatre pistes dédiées à ce mode. Chaque joueur commence avec trois ballons autour de son kart, qui peuvent être détruits par des objets ramassés sur la piste et lancés par l'autre joueur. Le premier joueur à avoir détruit les trois ballons de l'autre joueur gagne la bataille.

## Développement

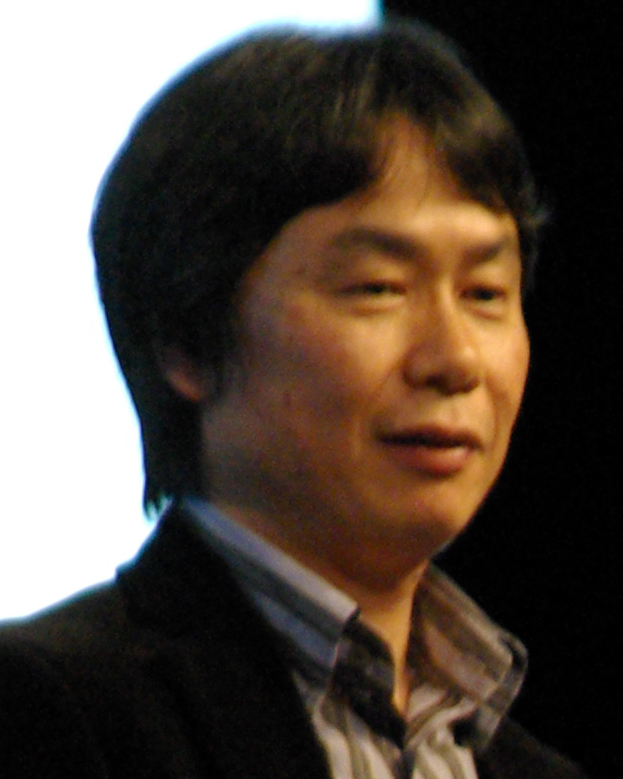
Shigeru Miyamoto, producteur de Super Mario Kart.

Super Mario Kart a été produit par Shigeru Miyamoto et réalisé par Tadashi Sugiyama et Hideki Konno. Dans une interview, Miyamoto a déclaré que l'équipe de développement voulait produire un jeu capable d'afficher deux joueurs simultanément sur le même écran de jeu. Dans la même interview, Konno a déclaré que le développement avait commencé avec pour volonté de créer un jeu pour deux joueurs, contrairement au titre de lancement F-Zero qui ne proposait pas de multijoueur. Computer and Video Games laisse entendre que cette volonté de créer un jeu pour deux joueurs est la raison pour laquelle, même dans le mode joueur unique, un demi-écran horizontal est utilisé. Dès le début du projet, les développeurs voulaient que le jeu permette de faire des courses ; le mode combat a ensuite été créé afin d'avoir un mode dans lequel la victoire n'est pas déterminée par une simple course.
Le jeu n'a au début pas été créé pour être un jeu de la série Super Mario : le premier prototype représente un homme en combinaison habituelle. La décision d'intégrer Mario et les autres personnages de la série Super Mario n'a été prise que deux ou trois mois après le début du développement du jeu. Le choix a été fait après que l'équipe de développement eut décidé de voir comment aurait l'air Mario dans le kart. Ils ont trouvé que Mario dans le kart était mieux que les modèles précédents ; l'idée d'un jeu de course avec pour thème Mario était née.
Le développement de Super Mario Kart a été marqué par l'utilisation du Mode 7. D'abord vu dans F-Zero, le Mode 7 est un mode graphique d'application de texture qui permet à un arrière-plan d'être pivoté et redimensionné par des procédés de rotation et de zoom. En modifiant à chaque ligne horizontale l'échelle et l'angle de ce plan, un effet de perspective peut être créé, transformant ainsi le plan en un sol incliné et texturé,.
Équipe de développement :
- Producteur délégué : Hiroshi Yamauchi ;
- Producteur : Shigeru Miyamoto ;
- Programmeurs : Masato Kimura, Hajime Yajima, Kenji Yamamoto ;
- C.G. Design : Tadashi Sugiyama, Naoki Mori ;
- Compositeurs sonores : Soyo Oka (composition), Taro Bando (intégration);
- Illustrateurs : Yōichi Kotabe, Mie Yoshimura, Yoshiaki Koizumi ;
- Manual Editor : Atsushi Tejima ;
- Réalisateurs : Tadashi Sugiyama, Hideki Konno.

## Accueil
Super Mario Kart fut un succès critique et commercial.
Il a reçu le label Choix des Joueurs après s'être vendu à un million d'exemplaires et a fini à huit millions d'exemplaires vendus, pour devenir la troisième meilleure vente de jeux de la Super Nintendo,. Au Japon seul, ce sont plus de 3,8 millions d'exemplaires qui se sont écoulés et le jeu est la meilleure vente de la Super Nintendo.
Il a obtenu une moyenne de plus de 90 % sur GameRankings et MobyGames et de plus de 80 % sur GameStats et TopTenReviews,,,. Les critiques ont fait l'éloge des graphismes obtenus grâce au Mode 7. En 1992, l’Official Nintendo Magazine a décrit le jeu comme « superbe » et les graphismes comme étant les meilleurs jamais vus sur la Super Nintendo,. Le magazine a eu une préférence pour le mode multijoueur du jeu et a affirmé que « si le mode solo devient vite ennuyeux, le mode deux joueurs ne manque pas de ressources ». L'utilisation du style et des personnages de la série Super Mario a également été saluée, ainsi que les caractéristiques individuelles de chaque pilote,,.

## Postérité

### Influence
Les critiques faites sur le jeu plusieurs années après sa sortie voient généralement en lui le précurseur de son genre, bien que certains aspects négatifs du titre aient été soulevés.
Les critiques ont fait l'éloge du gameplay de Super Mario Kart décrivant le mode de combat et le mode solo comme « incroyables »,. Thunderbolt décrit le gameplay comme « le plus profond sur la Super Nintendo ». Selon IGN, les mécanismes du jeu ont défini le genre. Mean Machines décrit le jeu comme étant en « or », et fait valoir qu'aucun autre jeu, pas même ses suites, n'a égalé ; GameSpot le considère comme l'un des plus grands jeux de tous les temps pour son caractère novateur, son gameplay et son style visuel,. De son côté, Jeuxvideo.com voit dans le titre « le premier jeu de courses de l'histoire du jeu vidéo qui défie toutes les conventions de la course automobile » et lui remet la note de 18/20.
Les graphismes du titre, appréciés à sa sortie, ont reçu plus tard des critiques nuancées. Selon 1UP.com, l'utilisation du Mode 7 a rendu les graphismes du jeu à « couper le souffle », du moins au moment de sa sortie. Les sprites du jeu étaient décrits comme « détaillés » par Official Nintendo Magazine quand le jeu sortit pour la première fois et étaient censés contribuer au graphisme « spectaculaire » du jeu dans son ensemble. Mais plus récemment, Nintendojo les a qualifiés de « pas très jolis » et IGN a fait des remarques sur l'aspect vieilli du jeu,.
Les différents attributs des personnages sont quant à eux considérés comme l'un des points forts du jeu,. Les circuits ont reçu des commentaires positifs de GameSpy qui les décrit comme étant « merveilleusement conçus » et IGN pour qui ils sont « tout simplement parfaits »,. En 2008, 1UP.com a classé, dans le top cinq des meilleurs circuits de Mario Kart, Battle Mode Course 4 à la troisième place et Rainbow Road (et ses différentes versions dans la série) à la première position. Les thèmes des circuits de Super Mario Kart ont influencé les différentes suites de la série Mario Kart, comme les circuits hantés, le château de Bowser ou le circuit final Rainbow Road. Certains circuits de Super Mario Kart ont été inclus dans des suites de la série. Les vingt circuits de Super Mario Kart sont déverrouillables dans Mario Kart: Super Circuit sur Game Boy Advance . Des remakes de Mario Circuit 1, Donut Plains 1, Koopa Beach 2 et Choco Island 2 apparaissent dans le cadre du grand prix rétro du jeu Mario Kart DS, des remakes de Ghost Valley 2 et Mario Circuit 3 apparaissent dans la coupe rétro de Mario Kart Wii,.
Depuis qu'il est sorti, Super Mario Kart a été classé parmi les meilleurs jeux à plusieurs reprises. En 2005, IGN le classe 15e meilleur jeu de tous les temps, le décrivant comme « le chef-d'œuvre des jeux de karting », et le classe 23e en 2007,. The Age l’a classé 19e sur sa liste des 50 meilleurs jeux en 2005 et en 2007. Edge classe Super Mario Kart 14e sur la liste des 100 meilleurs jeux, soulignant son influence sur l'histoire du jeu vidéo,. En septembre 2017, c'est au tour du site français jeuxvideo.com de le classer 26e meilleur jeu de tous les temps. Le jeu est également inclus dans la liste des cent plus grands jeux de tous les temps de Yahoo! Games, qui met en avant l'apport des armes et power-ups, et dans l’Essential 50 de 1UP.com, une liste des cinquante jeux les plus importants jamais produits,. L’Official Nintendo Magazine le classe quant à lui 13e plus grand jeu Nintendo de tous les temps. Enfin, le Livre Guinness des records le classe numéro 1 de la liste des 50 meilleurs jeux sur Super Nintendo de tous les temps.

### Héritage
Super Mario Kart est considéré comme le premier jeu vidéo de karting ; peu après sa sortie, plusieurs autres développeurs ont tenté de reproduire son succès,,,. En 1994, moins de deux ans après la sortie de Super Mario Kart, Sega a sorti Sonic Drift, un jeu de course de karts mettant en scène les personnages de la série Sonic the Hedgehog. En 1994, même chose pour Ubisoft qui sort Street Racer, un jeu de course de karts pour la Super Nintendo et la Mega Drive similaire à Super Mario Kart mais avec des pilotes différents. D'autres jeux ont suivi la vague initiée par Super Mario Kart. On peut citer South Park Rally, Konami Krazy Racers, Diddy Kong Racing et plusieurs autres jeux de course de la série Crash Team Racing,. Les critiques faites aux jeux de karting depuis la sortie de Super Mario Kart ont été globalement tièdes : GameSpot les décrit comme ayant tendance à être mauvais, 1UP.com note que de nombreux développeurs ont essayé d'améliorer la formule de Super Mario Kart, sans succès,. Certains ont néanmoins sur tirer leur épingle du jeu en jouant sur un autre registre ; Diddy Kong Racing a par exemple adopté un positionnement plus expert en récompensant davantage la dextérité et en proposant des mondes plus ouverts et multidimensionnels.
Super Mario Kart est également considéré comme étant le premier jeu « non-plates-formes » comportant plusieurs personnages jouables de la série Super Mario. Suivront des jeux de sports (basket-ball, baseball, golf, tennis et football) et même des jeux non sportifs comme Super Smash Bros., série de jeux de combat, et la série de party game Mario Party. Des personnages de l'univers Super Mario ont également fait des apparitions dans des jeux édités par EA Sports comme SSX on Tour, jeu de snowboard, et NBA Street V3, jeu de basket de rue. La diversité des jeux de la série Super Mario qui ont été créés après le succès de Super Mario Kart est considérée comme ayant été la clé de la réussite et de la pérennité de la série, permettant de maintenir l’intérêt des fans malgré la rareté des jeux de Super Mario traditionnels. Par la suite, la saga Super Mario est devenue la série de jeux vidéo ayant donné lieu aux meilleures ventes de tous les temps avec 193 millions d'unités vendues en janvier 2007, la série classée seconde étant Pokémon (édité aussi par Nintendo) avec près de 150 millions d'unités vendues à travers le monde.
Super Mario Kart est ressorti sur la Console virtuelle de la Wii le 9 juin 2009 au Japon, et plus tard en Amérique le 23 novembre 2009. Il est aussi sorti en Europe le 2 avril 2010. En 2008, alors qu'il était l'un des jeux les plus recherchés sur la plate-forme, Eurogamer avait estimé que les graphismes du Mode 7 étaient difficiles à porter sur la console, ce qui aurait été la cause de son absence.
Le jeu devient disponible en téléchargement à partir du Nintendo eShop sur la Console virtuelle de la Wii U le 27 mars 2014 en Europe. Il devient disponible en Amérique du Nord à partir du 27 août 2014 afin de célébrer la sortie d'origine du jeu au Japon en 1992, soit exactement 22 ans plus tard. Il est également ressorti sur Super NES Mini en 2017 puis sur le Nintendo Switch Online en 2019.

### Suite
Super Mario Kart a fait l'objet de plusieurs suites sur les générations successives de consoles Nintendo, celles-ci recueillant chaque fois un succès critique et commercial. La première d'entre elles, Mario Kart 64, est sortie en 1997 sur Nintendo 64 et a été le premier Mario Kart entièrement en 3D (sauf les sprites). Les critiques, y compris IGN et GameSpot, ont estimé que le mode solo faisait un pas en arrière par rapport à la version Super Nintendo ; en revanche, la présence possible de quatre joueurs simultanés dans le mode multijoueur (une première pour la Nintendo 64) a été appréciée,. La deuxième suite, Mario Kart: Super Circuit, est sortie sur Game Boy Advance en 2001. GameSpot la considère comme étant plus un « remake » de Super Mario Kart qu’une suite de Mario Kart 64, celle-ci opérant un retour au style graphique de l'original, et contenant des pistes de Super Mario Kart que les joueurs peuvent déverrouiller après avoir gagné certaines courses. Mario Kart : Double Dash!! est sorti sur GameCube en 2003. À la différence de tous les autres jeux Mario Kart, deux joueurs sont placés sur chaque kart, ce qui permet une nouvelle forme de coopération multijoueur, dans laquelle un joueur contrôle les mouvements du kart et l'autre le lancer des objets. Mario Kart DS, sorti sur Nintendo DS en 2005, a été le premier jeu Mario Kart à permettre de jouer en ligne via la Nintendo Wi-Fi Connection. Il est devenu la meilleure vente de jeux de course sur console de poche de tous les temps, avec 7,83 millions d'unités écoulées. Mario Kart Wii est lui sorti sur Wii en 2008. À l'instar de Mario Kart DS, il comprend un mode de jeu en ligne. Il permet également de jouer avec les Mii (après le déblocage du personnage Mii) créés par l'utilisateur. Il est livré avec le volant Wii, périphérique en forme de volant qui permet de contrôler le pilote à l'écran,. Mario Kart Wii constitue le jeu vidéo le mieux vendu en 2008, devant Wii Fit et Grand Theft Auto IV,,. Deux Mario Kart sous forme de jeux d'arcade sont également sortis : Mario Kart Arcade GP en 2005 et Mario Kart Arcade GP 2 en 2007. Tous deux ont été mis au point conjointement par Nintendo et Namco et font figurer des personnages de l'univers Mario mais pas seulement, avec aussi, par exemple, Pac-Man et Blinky.
Au cours de la progression de la série, de nombreux aspects de Super Mario Kart ont été élaborés et modifiés. Il fut le seul des Mario Kart à ne pas avoir comme arme la carapace bleue à pointes. Les tuiles pour récupérer des armes et bonus ont été transformés en boîtes dans les suites. Le nombre de circuits qui était à cinq dans une coupe a été réduit à quatre dans les autres épisodes. Les "lap" dans chaque circuit sont désormais au nombre de trois plutôt que de cinq depuis l'épisode sur Nintendo 64. La liste des pilotes s'est progressivement agrandie, incluant même certains personnages qui n'étaient pas créés à l'époque de Super Mario Kart, comme Harmonie de Super Mario Galaxy qui est apparue dans Mario Kart Wii. Le mode multijoueur est resté un élément clé de la série. Il a été élargi à plus de deux joueurs, d'abord pour permettre un maximum de quatre joueurs simultanés dans Mario Kart 64, puis jusqu'à douze simultanément en ligne dans Mario Kart Wii,. De nombreux circuits à thèmes ont été maintenus tout au long de la série, comme Rainbow Road, circuit final de la Coupe spéciale, apparu dans toutes les versions de Mario Kart,. D'autres caractéristiques présentes dans Super Mario Kart ont disparu de la série, comme les « super-pouvoirs » des pilotes contrôlés par l'ordinateur qui désormais utilisent les armes classiques comme le joueur, la plume qui permet aux joueurs de sauter en l'air et le nombre limité de vies. La collecte des pièces a disparu de la série après l'épisode sur Game Boy Advance, Mario Kart: Super Circuit. Le fantôme qui sert à voler des objets à l'adversaire a disparu de la série après l'épisode sur Nintendo DS, Mario Kart DS. Le style et le gameplay de Super Mario Kart ont tout de même subi peu de modifications tout au long de la série ; cela a conduit Nintendo à faire face à des critiques sur son manque d'originalité, même si la saga est toujours considérée comme ayant un gameplay familial,,,. Malgré les innovations techniques qui ont eu lieu depuis le début de la série, beaucoup considèrent encore Super Mario Kart comme étant le meilleur Mario Kart,,.

### Compétition
Chaque année depuis 2009, un championnat du monde de Super Mario Kart (qui était un championnat de France puis d’Europe avant 2009) est organisé, avec Nintendo figurant parmi les sponsors de l'événement. Tous les modes de jeu y sont présents, à savoir le grand prix en 150cc, le contre la montre, le mode bataille et le match course. Depuis 2013, une partie des matchs est rediffusée sur Twitch.
Florent Lecoanet, un français d'origine bretonne, détient à ce jour le record de titres de champion du monde avec huit victoires entre 2009 et 2023.